# Kirkpatrick Sale
Pour les articles homonymes, voir Sale.
Né à Ithaca (New York) le 27 juin 1937, Kirkpatrick Sale est un essayiste américain.

## Idées
Les principaux thèmes abordés dans ses ouvrages sont la technologie et la société industrielle dans une perspective à la fois écologique et anti-industrielle. Souvent décrit comme « néo-luddite », il s’est fait connaître aux États-Unis pour avoir brisé un ordinateur en public lors d’une présentation de son livre sur La révolte luddite. Briseurs de machines à l’ère de l’industrialisation en 1995.
Pour lui, « l'empire américain n'est plus ni une nation ni une république mais un tyran agressif à l'étranger et despotique sur son territoire ». Partisan d'une nouvelle forme de sécession au sein des États-Unis, il milite pour une réappropriation du champ politique à l'échelle locale.

## Publications
Kirkpatrick Sale étudie à l'université Cornell, où il est le camarade de classe de Thomas Pynchon, qui deviendra un des écrivains américains les plus connus du XXe siècle. En 1958, ils écrivent ensemble une comédie musicale de science-fiction, Minstrel Island, qui dépeint un monde futur régi par les règles de la firme IBM. 

### Originales en anglais
- The Land and People of Ghana, Lippincott, 1963, 1972.
- SDS, Random House, 1973. Vintage Books edition (paperback) 1974.  (ISBN 0394478894)
- Power Shift:  The Rise of the Southern Rim and Its Challenge to the Eastern Establishment. New York:  Random House, 1975.
- Human Scale. New York: Coward, McCann & Geoghegan, 1980.  (ISBN 0-698-11013-7)
- Dwellers in the Land: The Bioregional Vision. San Francisco: Sierra Club Books, 1985.  (ISBN 0-87156-847-0)
- The Conquest of Paradise: Christopher Columbus and the Columbian Legacy, Knopf, 1990.
- The Green Revolution: The American Environmental Movement, 1962-1992, Hill and Wang, 1993.
- Rebels Against the Future: The Luddites and Their War on the Industrial Revolution: Lessons for the Computer Age, Addison Wesley, 1995.
- Why the Sea Is Salt: Poems of Love and Loss, iuniverse, 2001.
- The Fire of His Genius: Robert Fulton and the American Dream, Free Press, 2001.
- After Eden: The Evolution of Human Domination, Duke University Press, 2006.  (ISBN 978-0-8223-3938-0)

### Traductions en français

#### Livre
- La révolte luddite : Briseurs de machines à l'ère de l'industrialisation [« Rebels Against the Future: The Luddites and Their War on the Industrial Revolution: Lessons for the Computer Age »], L'Échappée, 2006, 341 p. (ISBN 978-2-915830-08-8)
- L'Art d'habiter la terre : La vision biorégionale ["Dwellers in the Land: The Bioregional Vision"], Wildproject, traduction de Mathias Rollot et Alice Weil, 2020, 276 p.  (ISBN 978-2-918-490-944)

#### Articles
- Le Mythe du Progrès, éditions Non Fides, 2008, 16 p. Lire en ligne
- L'unique espoir est dans la sécession, Entropia No 8, Parangon, printemps 2010.